# همه دخترای خوب میرن به جهنم
«همهٔ دخترای خوب میرن به جهنم» (به انگلیسی: All the Good Girls Go to Hell) ششمین تک‌آهنگ ضبط‌شده از خواننده آمریکایی بیلی آیلیش برای اولین آلبوم استودیویی‌اش، وقتی همه می‌خوابیم، کجا می‌ریم؟ (۲۰۱۹) است. این ترانه در ۶ سپتامبر ۲۰۱۹ توسط اینترسکوپ رکوردز و دارک‌روم منتشر شد. آیلیش و برادرش فینیاس اوکانل این ترانه را سروده و تهیه کردند.
«همهٔ دخترای خوب میرن به جهنم» به رتبه ۴۶ درجدول ۱۰۰ آهنگ داغ بیلبورد رسید. همچنین در جدول فروش استرالیا، کانادا و نیوزیلند در فهرست ۲۰ ترانه برتر قرار گرفت. موزیک ویدئو این ترانه در ۴ سپتامبر ۲۰۱۹ در کانال یوتیوب آیلیش بارگذاری شد. آیلیش این ترانه را با حضور در جشنواره‌های موسیقی و اجرای زنده در جشنواره موسیقی و هنر دره کواچلا، گلاستونبری و در حین تور وقتی همه می‌خوابیم (۲۰۱۹) تبلیغ و پشتیبانی کرد.